# 湯島聖堂博覧会
湯島聖堂博覧会は1872年（明治5年）に当時の東京府・湯島聖堂で行われた博覧会。東京で行われた、また文部省博物局が主催した初の博覧会である。それ故「文部省（博物館）博覧会」とも呼ばれる。

## 背景

### 明治政府の博覧会
明治維新以来、日本の近代化とともに博覧会は国家的事業として重視されるようになっていった。1867年（慶應3年）には幕府が初めて第2回パリ万国博覧会に参加し、1871年（明治4年）には大学南校で物産会が開催された。ただしこれはあくまで「物産会」という名称を超える内容のものではなかった。これを鑑みて大学は物産会の開催と並行して同年4月25日に「集古館」の建設を献言したところ、1ヶ月後の5月23日には古器旧物保存方が発せられる運びとなった。ここには歴史博物館の創設に尽力した町田久成の意見の影響が見られる。
これをうけて翌1872年（明治5年）1月には文部省が博覧会に関する布告文を発した。
こうして本来の「博覧会」の実現を目指して、また1873年（明治6年）に開催される予定だったウィーン万国博覧会の準備も兼ねて開催されたのが湯島聖堂博覧会であった。

### 開催地としての湯島聖堂
会場となった湯島聖堂は江戸時代には昌平坂学問所がおかれていた。元々湯島は平賀源内が薬品会（物産会）の会場として選んだ地であった。源内は薬品会をあくまでアカデミックな雰囲気で挙行しようと考え、会場での飲食を禁ずるなど、来場者にさまざまな注意を喚起していた。それゆえ、源内による湯島という会場設定も、そうした学術的な雰囲気を演出する一環であったと考えられている。したがって、近代日本で最初期に企画された博覧会が湯島聖堂で開かれたことには大きな意義が認められる。しかし一方で、湯島という町には聖堂という「表」の顔だけでなく、男色を目的とする陰間茶屋が立ち並ぶ色町としての「裏」の顔もあった。それゆえ、湯島天神は長らく、その「表」と「裏」を媒介する役目を担ってきた場所だったと指摘されている。一般的に初期の博覧会が寺社を会場として開催されていたのも、単に啓蒙施設として寺社が選ばれていたわけでなく、「表の文化」と「裏の文化」をつなぐ場所という寺社の役目に注目されてきたという側面が存在したのである。

## 概要
1872年（明治5年）3月10日、湯島聖堂大成殿で文部省博物局によって開催された。出品数は徳川家献納の御物18点のほか古物や標本、国内産物など計798点が展示された。当初は会期20日間で一日あたりの入場者1,000人を予定していたが、連日3倍の3,000人以上が押し寄せたため会期を再三延長し、結局4月30日に終了した。3月13日には明治天皇が行幸し、同月27日には昭憲皇太后が行啓した。
博覧会の様子は昇斎一景が「元卜昌平阪聖堂ニ於テ博覧会図」と『東京名所三十六戯撰』に、また一曜斎国輝は「古今珍物集覧」にその様子を描いた。また東京日日新聞は1872年3月付けで「衆庶ハ這盛会ノ光庇ニヨツテ大イニ見テ拡メ、自然開花ニ薫陶スベシ、之レ実ニ隆世ノ浴恩ニシテ人民ノ幸福ナラズヤ」と報じている。

## 展示品

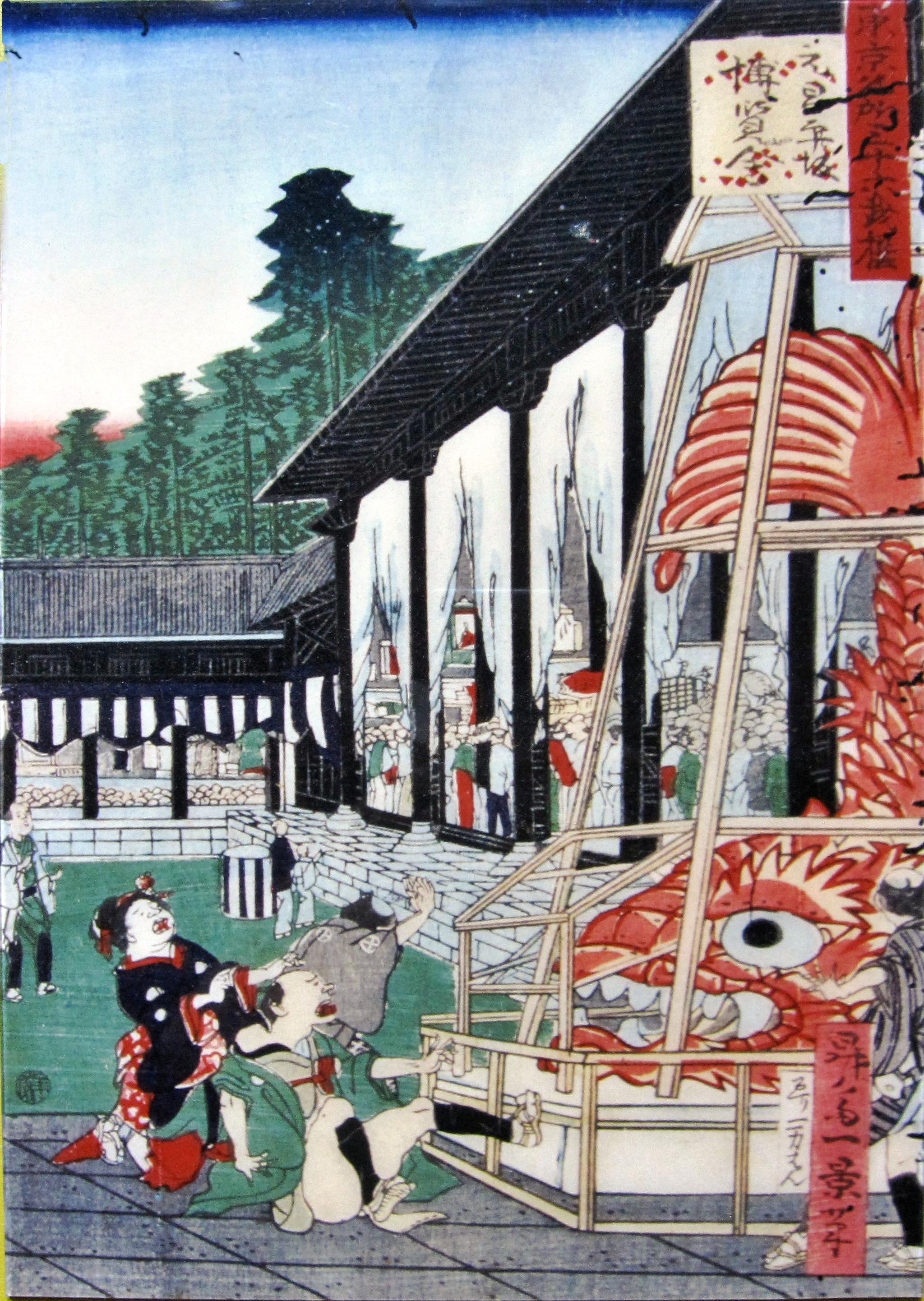
昇斎一景「元昌平坂博覧会」（『東京名所三十六戯撰』のうち）。正面には名古屋城の金の鯱が飾られ、観衆が驚いている。

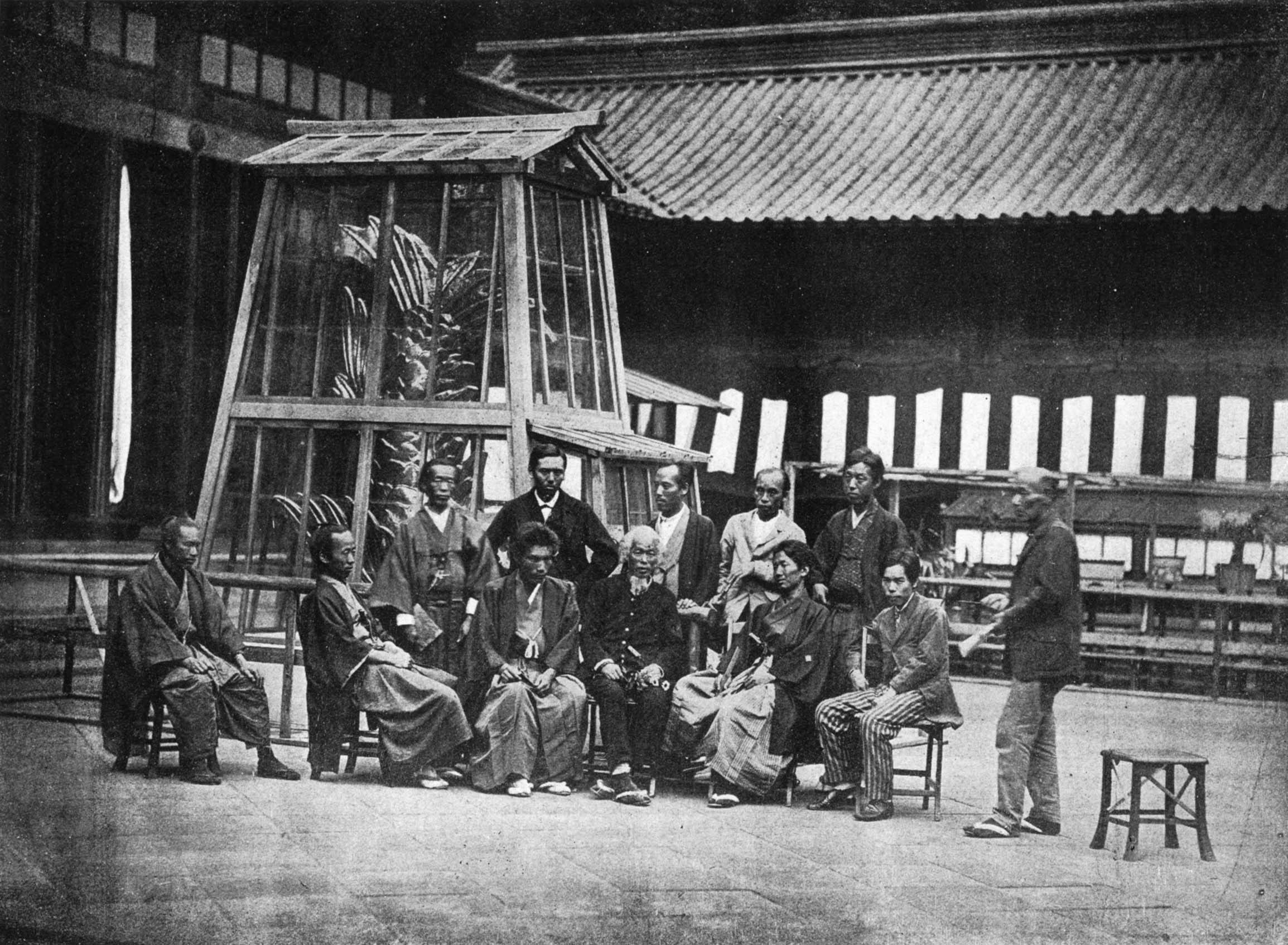
明治5年湯島聖堂博覧会関係者の記念写真、背後に展示物の一つであった名古屋城の金鯱が見える（横山松三郎撮影）

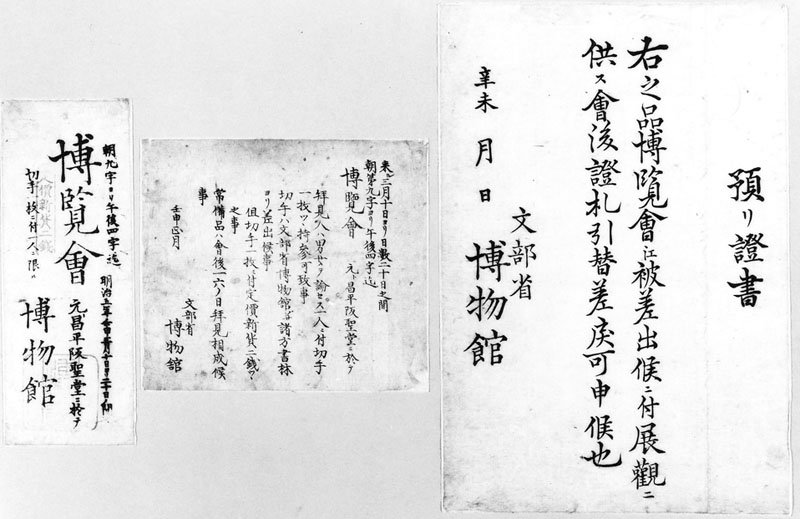
明治5年湯島聖堂博覧会関係資料：左から観覧券、広告、預り証書

### 参道
- 名古屋城の金鯱[注釈 3]
- オオサンショウウオ

### 前室
- 鳳輦

### 第一室：古物
- 古銭、古鏡、鉄瓶、古瓦などの出土品
- 天皇家縁の品
  - 「安徳天皇御産切レ」
  - 尊良親王の朗詠集

### 第二室：古物
- 古兵器、茶器、楽器
  - 加藤清正の槍
  - 豊臣秀吉の面
  - 源義経の袴
  - 千利休の杓子

### 第三室：国内産物
- 各地の工芸品
- 農工具などの実用品
- 特産品

### 第四室：自然標本
- 動物標本
- 昆虫標本
- 骨格標本

### 第五室：舶来品
- 機械類、装飾品など

## 閉会後
展示品の多くは予定通り翌年のウィーン万国博覧会に出品するため、海外へと運ばれた。一方1873年（明治6年）、「文部省博物館」は太政官正院の「博覧会事務局」（1872年設置）に併合され、場所も湯島から内山下町（現在の東京都千代田区内幸町）に移転した。よって博覧会終了後は常設の博物館として1と6のつく日に公開された。この博物館は後に上野に移転し、東京国立博物館へと発展する。

### 文化財調査の始まり
博覧会閉幕直後の1872年（明治5年）5月から10月にかけて、ウィーン万博への出品選定も兼ねて明治政府は全国的な文化財調査を行った。この調査はその干支から壬申検査と呼ばれている。ここには文部省の町田久成のほか、内田正雄や蜷川式胤、そして宮内省からは世古延世と岸光景が参加した。また墺国博覧会事務局の旅費で写真家の横山松三郎、油絵師の高橋由一、そして博物学者の笠倉鉄之助らが調査記録のために随行した。また町田・内田・蜷川の旅費負担により蒐集家の柏木政矩も同行した。
一行は5月27日の早朝に東京を出発し、伊勢、名古屋、京都の各社寺や華族の宝物検査の後、奈良へと向かった。8月10日に奈良県庁で東大寺正倉院の開封についての打ち合わせを行い、同12日ついに正倉院を開封した。蜷川が壬申調査に際して残した日記『奈良の道筋』によれば、正倉院の開封では、県知事はじめ東大寺僧侶、寺役人の同席のもと多くの御物が調査されたが、これは実に天保年間以来初めてであったという。調査は華族所蔵物の調査41日、巡回61日、滞在20日と計122日間、約4ヶ月にも及んだ。
こうした調査の結果残されたのが、『壬申検査社寺宝物図集』と『壬申検査古器物目録』であった。前者の図録は全31冊で各20葉ほどのコンパクトなものであったが、ここでは搨写法（とうしゃほう）と呼ばれる複写技術が用いられた。これは墨を用いて対象物をフロッタージュのように上からなぞって紙に写しとる技法であるが、江戸時代の本草家や好古家が得意とした技術であった。筆で形状を写し取るより正確かつ短時間で行うことができるため、調査現場で行うには最適な技法であったとされる。図の署名には蜷川、町田、柏木の署名があることから、彼らがこうした技法に精通していたこともわかっている。
一方写真資料としては、横山が撮影した写真群が遺されている。横山は前年、蜷川や高橋とともに『旧江戸城写真帖』を制作しているが、壬申調査はそうした写真による文化財記録事業の延長線という側面もあった。この調査で横山は440枚以上の写真を撮影したとされ、その内容は熱田神宮、伊勢神宮、京都御所、正倉院宝物、春日大社、東大寺、興福寺、法隆寺など多岐にわたる。これら写真群は、現在知られるまとまった文化財の写真としては、おそらく最も古いものであろうと考えられている。
上記のような資料の多くは壬申検査関係資料として国宝に指定され、東京国立博物館に所蔵されている。

### 博覧会の広がり
湯島聖堂博覧会は成功を収めただけに影響が大きく、これ以後地方で博覧会が大流行した。また、近代の本格的な博覧会の嚆矢であるという評価も下されている。実際この成功をうけて、後の内国勧業博覧会へと発展しており、最初の官設博覧会として歴史的な意義を持っている。